# Бийанкур (станция метро)
Бийанкур (фр. Billancourt) — станция линии 9 Парижского метрополитена, расположенная в коммуне Булонь-Бийанкур. Своё название получила по одноимённой улице, расположенной к северо-востоку от станции. 

## История
- Открыта 3 февраля 1934 года в составе пускового участка Порт-де-Сен-Клу — Пон-де-Севр, ставшего первым участком метро в коммуне Булонь-Бийанкур.
- Пассажиропоток по станции по входу в 2011 году, по данным RATP, составил 2 643 194 человек (201 место по уровню входного пассажиропотока в Парижском метро)[2]. В 2013 году пассажиропоток вырос до 2 838 189 человек (190 место по данному показателю в Парижском метро)[3].

## Галерея
- Кассовый зал
- Состав модели MF 67 на станции